# Youssef Salem a du succès
Pour plus de détails, voir Fiche technique et Distribution.
Youssef Salem a du succès est une comédie française réalisée par Baya Kasmi et sortie en 2022.

## Synopsis
Youssef Salem, 45 ans, originaire d'une famille d'immigrés algériens dans un quartier populaire de Port-de-Bouc, vit à Paris où il se consacre à l'écriture. Après des revers, il décide d'écrire un roman en partie autobiographique, inspiré de sa jeunesse et notamment des tabous qui entourent la sexualité dans le milieu où il a grandi, intitulé Le Choc toxique. L'ouvrage provoque un débat public passionné, mais aussi une crispation au sein de sa famille, qu'il va devoir garder unie tant bien que mal.

## Fiche technique
- Titre original : Youssef Salem a du succès
- Réalisation : Baya Kasmi
- Scénario : Baya Kasmi et Michel Leclerc
- Musique : Alexandre Saada
- Photographie : Julien Roux
- Montage : Monica Coleman
- Décors : Damien Rondeau
- Costumes : Elfie Carlier
- Production : Stéphanie Bermann et Alexis Dulguerian
- Sociétés de production : France 2 Cinéma et Domino Films
- Société de distribution : Tandem
- Pays de production :  France
- Langue originale : français
- Format : couleur — 2,35:1
- Genre : comédie
- Durée : 97 minutes
- Dates de sortie :
  - France : 28 août 2022 (Festival du film francophone d'Angoulême) ; 18 janvier 2023 (sortie nationale)

## Distribution
- Ramzy Bedia : Youssef Salem
- Noémie Lvovsky : Lise, l'éditrice de Youssef
- Melha Bedia : Bouchra, la sœur de Youssef
- Caroline Guiela Nguyen : Loubna, la sœur de Youssef
- Oussama Kheddam : Moustapha dit « Mouss », le frère de Youssef
- Abbes Zahmani : Omar Salem, le père de Youssef
- Tassadit Mandi : Fatima Salem, la mère de Youssef
- Lyes Salem : Rachid, le candidat du jeu télévisé Ko Laboa
- Vimala Pons : Léna, la médecin
- Chryssa Florou : Chrissa, la femme de Loubna
- Édouard Sulpice : Édouard, l'assistant de Lise
- Augustin Trapenard : lui-même, présentateur d'une émission littéraire
- Arnaud Viviant : le présentateur du débat télévisé
- Michel Leclerc : Paul Goldstein
- Stéphane Foenkinos : Pierre de Choudens
- Sofia Aouine : la patronne du bar
- Ilian Benomar Iza : Youssef à 13 ans dans le roman
- Paloma Gatto Gest : Léna à 13 ans dans le roman
- Baya Kasmi : la mère de Youssef dans le roman
- Zakariya Gouram : le père de Youssef dans le roman
- Wassim Gasmi : Djibril, frère de Youssef dans le roman
- Anis Cherki : Hakim , frère de Youssef dans le roman
- Maxenss : Boris, le petit ami de Hakim dans le roman
- Norbert Ferrer : un agent littéraire (non crédité)

### Distinction
Prix du meilleur film au Festival du film de société de Royan.

### Box-office
| Pays ou région | Box-office      | Date d'arrêt du box-office | Nombre de semaines |
| -------------- | --------------- | -------------------------- | ------------------ |
| France         | 157 777 entrées | 28 février 2023            | 6                  |
| Total mondial  | 999 559 $       | -                          | -                  |